# レイモンド・ベルール
レイモン・ベルール（1939年1月18日  - ）は、フランスの学者であり作家である。彼は映画分析に関する出版物で英語圏の読者によく知られている。彼の仕事は多数の記事や書籍に分散しており、その多くは英語で利用できないが、映画、文学、映像芸術の分野における広範なトピックを扱っている。
彼は現在、1964年に入所したフランス国立科学研究センター（CNRS）の名誉研究ディレクターを務めている。彼のキャリアの中で、パリ第一大学、IDHEC（現在の「ラ・フェミス」）、パリ第三大学、アメリカ映画研究センター（後にパリ批評研究センターに改名）で教えたほか、数多くの国際機関でゲスト講師として教鞭を執った。

## 来歴
リヨンに生まれ、早くからラシーヌ、ホメロス、シェイクスピアを耽読していた。
高校卒業後の1957年から、演出家ロジェ・プランションのもとで俳優を目指しつつ、リヨン大学で文学を専攻。ベルギーの詩人アンリ・ミショーを研究対象に選んだ。その成果は『アンリ・ミショー、あるいは存在の尺度』（1965、増補版1986）などの著書や、三巻にわたるプレイヤード版『ミショー全集』の編纂（協力 Ysé Tran イセ・トラン、1998 - 2004年）へと発展していく。
1964年にはパリに上京。「言葉とイメージ」という研究計画を提出してただちにフランス国立科学研究センター（CNRS）に採用され、高名な美学者・哲学者エティエンヌ・スーリオの庇護のもとで文学と映画を両輪として研究活動を開始した。
1979年、ヒッチコック『鳥』(1963)や『北北西に進路を取れ』(1953)を中心としたハリウッドの古典的映画の徹底的な分析を中核に据えた≪L'Analyse du film≫（『映画の分析』）を上梓。いわゆる「映画作品のテクスト分析 lʼanalyse textuelle du film」の代表的論者としての地位を確立した。
1980 年代以降はそうした分析を離れ、写真、映画、ヴィデオアート、インスタレーションなどの映像（image）の様々な実験的な試みに注目し、「諸イメージの間 lʼentre-images」という問題意識のもと、現在に至るまで三つの著作を発表している。それぞれ ≪L’Entre-Images : Photo. Cinéma. Vidéo, La Différence≫, 1990（『絡み合うイメージ』第1巻：写真、映画、ヴィデオ）、 ≪L’Entre-Images 2 : Mots, Images, P.O.L.≫, 1999.（『絡み合うイメージ』第1巻：写真、映画、ヴィデオ）; ≪La Querelle des dispositifs : Cinéma – installations, expositions, P.O.L.≫, 2012.（『装置間の争い』）である。

1990年には、クリスティーヌ・ヴァン・アッシュおよびカトリーヌ・ダヴィッドと共に、ジョルジュ・ポンピドゥーセンターで「Passages de l'image」展を共同キュレーションした。彼は1991年にセルジュ・ダネーおよびジャン＝クロード・ビエットと共に季刊の映画雑誌「トラフィック」を創刊した。
しかし、「絡み合うイメージ」領域の探求の間も映画への関心は保っていたベルールは、2009年には大著≪Le Corps du cinéma≫（『映画の身体――催眠、感情、動物性』）を書きあげた。そのなかでベルールはまずフーコーの枠組みを念頭に置きながら、18世紀以降のパノプティコン、パノラマ、幻灯、さらにはギロチンといった視覚装置の系譜と、メスマーの動物磁気を発端とする催眠術の展開をたどり、19世紀末に両者の絡み合いから映画と精神分析が登場したという考古学的な見取り図を示す。そのうえで、上映される映画作品によって半醒半睡のお状態で様々な感情を味あわされる観客の経験と、誘導過程を経て催眠状態に陥るという経験の現象学的な類似性を、フロイトからフランソワ・ルスタンに至る催眠術をめぐる理論的言説の参照に加えて、フリッツ・ラングの『ドクトル・マブゼ』(1922)から黒沢清の『CURE』(1997)に至る映画を分析することで力強く掘り下げていく。（堀潤之「レーモン・ベルール――映画と映像アートの往還」）

## 著作
- Le Livre des autres: entretiens avec M. Foucault, C. Lévi-Strauss, R. Barthes, P. Francastel ..., L’Herne, 1971　〔このうち、レヴィ＝ストロース、フーコー、バルトとの対談は『構造主義との対話』日本ブリタニカ、1980年 (ブリタニカ叢書) －古田幸男, 川中子弘 (翻訳)に訳出されている〕
- 'Segmenting/Analysing', Quarterly Review of Film Studies, Vol. 1, No. 3, August 1976, pp. 331–353
- L'Analyse du film, 1979. Translated as The Analysis of Film
- 'Psychosis, Neurosis, Perversion', Camera Obscura, nos 3–4, 1979, pp. 104–34. Reprinted in Marshall Deutelbaum, Leland A. Poague, eds., A Hitchcock Reader, 2nd ed., Wiley-Blackwell, 2009, pp. 341 ff.
- Henri Michaux, 1965（増補版1986）
- Mademoiselle Guillotine, 1989
- Eye for I: Video Self-Portraits, New York: Independent Curators Inc., 1989
- L'Entre-Images: Photo, Cinéma, Vidéo, 1990
- Jean-Luc Godard: Son + Image 1974-1991, 1992
- Oubli, 1992
- L'Entre-Images 2, 1999
- Partages de l'ombre, 2002
- Le Corps du cinéma, 2009
- La Querelle des dispositifs: Cinéma - installations, expositions, 2012
- L'Enfant, 2013
- Pensées du cinéma, 2016

### 日本語訳
- レイモン・ベルール「断片のシステム」岡村民夫訳、岩本憲児・武田潔・斉藤綾子編『「新」映画理論集成２　知覚／表象／読解』フィルムアート社、1999年、204-255ページ - ヒッチコック『鳥』(1963)の分析
- レイモン・ベルール「『北北西に進路をとれ』の物語分析――象徴的閉塞」中沢信一訳（部分訳）、『シネアスト１／ヒッチコック』青土社、1985年、181-205ページ